# 畑嶺明
畑 嶺明（はた みねあき、1943年〈昭和18年〉5月13日 - 2023年〈令和5年〉10月12日）は、日本の脚本家。東京都出身。

## 人物
文学座で俳優になる。最初は「島津 元」の芸名で活動し（秋野太作らと同期）、木下恵介アワー『兄弟』（TBS、浅川信吾 役）、『俄－浪華遊侠伝－』（TBS、新撰組隊士役）などに出演していたが、後に俳優を辞めて脚本家に転向。『俺たちの旅』『俺たちの朝』『太陽にほえろ!』など1970年代のテレビドラマで多数のヒット作を手掛けた。
その後もヒット作として『ゆうひが丘の総理大臣』『噂の刑事トミーとマツ』『毎度おさわがせします』『アナウンサーぷっつん物語』がある。
エロチックコメディや業界ドラマシリーズの開拓者としても知られる。
特に1980年代後半は民放各局のテレビドラマを連投・掛け持ちするなどヒットメーカーとして活躍した。
1990年以降は、吉本新喜劇の脚本・演出にも携わるなど活動の幅を広げている。
その後『キッズ・ウォー』シリーズを全て手掛け、同シリーズはTBS系の昼ドラ最高視聴率17.6%を記録した。
2009年春に「演劇やろう会」を結成し主宰を務め、年1回の公演を行っていた。
2023年10月12日、老衰のため東京都の自宅で死去。80歳没。

## 作品

### テレビドラマ
※西暦は番組参加開始年。年度越えする場合あり
- 1974年
  - 若い!先生（国際放映・TBS系）
- 1975年
  - 俺たちの勲章（ユニオン映画・日本テレビ系）
  - 太陽にほえろ!（東宝・日本テレビ系）
  - 俺たちの旅（ユニオン映画・日本テレビ系）
- 1976年
  - 俺たちの朝（東宝・日本テレビ系）
- 1977年
  - 俺たちの祭（ユニオン映画・日本テレビ系）
- 1978年
  - 青春ド真中!（ユニオン映画・日本テレビ系）
  - 姿三四郎（東宝・日本テレビ系）
  - ゆうひが丘の総理大臣（ユニオン映画・日本テレビ系）
- 1979年
  - あさひが丘の大統領（ユニオン映画・日本テレビ系）
  - 体験時代（松竹・東京12チャンネル）
- 1980年
  - ポーラテレビ小説『元気です!』（TBS系）
- 1981年
  - 秘密のデカちゃん（大映テレビ・TBS系）
  - 気になる天使たち（東宝・フジテレビ系）
- 1982年
  - ある晴れた日に（TBS系）
  - 刑事ヨロシク（TBS系）
  - 噂の刑事トミーとマツ（大映テレビ・TBS系）
  - 青春……INGS・ゆう子とヘレン（関西テレビ）
  - 鈍行家族（CBC・TBS系）
- 1983年
  - ひとりぼっちのオリンピック（TBS系）　
  - くたばれかあちゃん!（関西テレビ）
  - 外科医 城戸修平（TBS系）
  - どっきり天馬先生（フジテレビ系）
  - 月曜ドラマランド『どっきり双子先生』（フジテレビ系）
- 1984年
  - 激愛・三月までの…（TBS系）
  - 恋はミステリー劇場『妻たちの危険な昼下り』（TBS系）
  - 恋はミステリー劇場『団地殺人事件II 妻たちの危険な関係』（TBS系）
  - さらば、夏の光よ（CBC・TBS系）
  - 花王名人劇場『寝ぼけ署長』(関西テレビ）
  - 月曜ワイド劇場『女ざかり・男あさり』（テレビ朝日系）
- 1985年
  - 毎度おさわがせします（TBS系）
  - 団地日記 PARTI（TBS系）
  - 月曜ワイド劇場『女がオフィスラブに決着をつける時』（テレビ朝日系）
  - ママ、大変だァ!（テレビ朝日系）
  - 女コロンボ危機一発!（TBS系）
  - 子連れ刑事（TBS系）
  - 夏・体験物語（TBS系）
  - 妻たちの課外授業（日本テレビ系）
  - 女ざかり男ぎらい（テレビ朝日系）
- 1986年
  - 毎度おさわがせします第2シリーズ（TBS系）
  - 妻たちの初体験（日本テレビ系）
  - 夏・体験物語第2シリーズ（TBS系）
  - 妻たちの課外授業II（日本テレビ系）
- 1987年
  - 毎度おさわがせします第3シリーズ（TBS系）
  - アナウンサーぷっつん物語（共同テレビ・フジテレビ）
  - アナウンサーぷっつん物語スペシャル（共同テレビ・フジテレビ）
  - 制作2部青春ドラマ班（テレビ朝日系）
  - 花王名人劇場　よしもとマネージャー物語シリーズ(関西テレビ)
- 1988年
  - OL3人娘ぎんぎん恋物語（テレビ朝日系）　
  - 恋人も濡れる街角 URBAN LOVE STORY (日本テレビ系)
  - 料理恋物語（TBS系）
  - 奥さま株をどうぞ（TBS系）
  - 泣くなセン!燃える男 〜星野仙一物語（TBS系）
- 1989年
  - 東芝日曜劇場『離婚請負人』（CBC・TBS系）
  - 花の降る午後（NHK）
  - ドラマ23『コピー室より愛をこめて』（TBS系）
  - 水曜グランドロマン『同窓会に来た女』（日本テレビ系）
  - シリーズ真相ドラマスペシャル『ボクらの疎開戦争!』（テレビ朝日系）
  - 夏休み別荘物語 (日本テレビ系)
  - 恋人の歌がきこえる (日本テレビ系)
- 1990年
  - 月曜ドラマスペシャル『温泉仲居番頭物語』シリーズ（TBS系）
  - ドラマチック22『ミニパトより愛をこめて』シリーズ（TBS系）
  - あぶない女たち (東海テレビ系)
  - ドラマチック22『性風俗家族　日野本家の場合』(TBS系）
  - ドラマチック22『とんでもポリスは恋泥棒』(TBS系）
  - おじいちゃんの初恋 (MBS系)
  - 月曜ドラマスペシャル『お家が、どんどん遠くなる!』（TBS系）
- 1991年
  - ママたちの受験戦争（フジテレビ系）
- 1993年
  - 月曜ドラマスペシャル『湯けむり仲居純情日記』シリーズ（TBS系）
  - お助け同心が行く! (テレビ東京系)
- 1994年
  - 月曜ドラマスペシャル『ゲンコツ和尚は名探偵』（TBS系）
- 1995年
  - 月曜ドラマスペシャル『ミニパト婦警の事件簿』（TBS系）
- 1996年
  - 三つの恋の物語 ない!（TBS系）※原作:鎌田敏夫
- 1997年
  - 職員室（TBS系）※鎌田敏夫と共同執筆
- 1998年
  - 素晴らしき家族旅行（テレビ東京系）※鎌田敏夫と共同執筆
- 1999年
  - こいまち『新潟十日町編　すべては嘘から…主婦・麻子の男』（関西テレビ)
  - キッズ・ウォー第1シリーズ（CBC）
- 2000年
  - キッズ・ウォー第2シリーズ（CBC）
- 2001年
  - 幼稚園ゲーム第1シリーズ（CBC）
  - キッズ・ウォー第3シリーズ（CBC）
- 2002年
  - 幼稚園ゲーム第2シリーズ（CBC）
  - キッズ・ウォースペシャル〜ざけんなよ〜（CBC）
  - キッズ・ウォー第4シリーズ（CBC）
  - キッズ・ウォースペシャル〜愛こそすべてだ!〜 ざけんなよ（CBC）
- 2003年
  - キッズ・ウォー第5シリーズ（CBC）
  - 幼稚園ゲーム第3シリーズ（CBC）
  - キッズ・ウォー・スペシャル〜これでファイナル！〜ざけんなよ（CBC）
- 2004年
  - ことぶきウォーズ （CBC）
- 2005年
  - 湯けむりウォーズ （CBC）
  - 新キッズ・ウォー第1シリーズ（CBC）
- 2006年
  - 新キッズ・ウォー第2シリーズ（CBC）

### 舞台
- 2010年
  - グッド・ファミリー（脚本、演出）
- 2011年
  - 今日は明日へと必ず変わる（脚本、演出）
- 2012年
  - 家族ウォーズ（脚本、演出）
- 2013年
  - 神様がくれた贈り物（脚本、演出）
- 2014年
  - 新グッドファミリー（脚本、演出）
- 2015年
  - 明日がある！（脚本、演出）
- 2016年
  - 生きている！（脚本、演出）
- 2017年
  - 陽だまりの家族（脚本、演出）
- 2018年
  - 新・家族ウォーズ （脚本、演出）
- 2019年
  - 練馬版・父帰る （脚本、演出）

### 書籍
- 1994年
  - 『学校を笑っちゃえ！　毎朝がユーウツなキミへ』 主婦と生活社

### 漫画
oh！体験時代 全5巻 漫画:ますなが芳 講談社（原作）

## テレビ出演
- スターオーディション（TBS系）
- スター爆笑Q&A（よみうりテレビ）
- ブロードキャスター（TBS系）
- 笑っていいとも（フジテレビ）
- アナウンサーぷっつん物語（フジテレビ）
- ザ・ワイド（日本テレビ）
- ごちそうさま（日本テレビ）
- 11PM（日本テレビ）

## ドラマ出演
- 毎度おさわがせします - 本人役
- アナウンサーぷっつん物語 - 本人役
- 眠らない森
- 私が愛したウルトラセブン（NHK） - 赤井鬼介 役